# We Are Triumphant
We Are Triumphant ist ein 2010 eröffnetes US-amerikanisches Independent-Label aus Boston, Massachusetts.
Im Jahr 2012 wurde bekannt, dass das Label einen Vertriebsdeal mit Victory Records/Sony RED unterzeichnet habe.
Zu den bekanntesten Gruppen die bei We Are Triumphant Werke veröffentlicht haben zählen Breakdown of Sanity, Imminence, Neck Deep, Enterprise Earth und Sworn In.
Im Jahr 2015 verlor das Label einen Rechtsstreit mit dem Webvideoproduzenten Jared Dines, der das Label beschuldigte, seine Videos illegal heruntergeladen und als ihre eigenen Videos verwendet zu haben. Das Label wurde zu einer Geldstrafe von 2.500 US-Dollar verurteilt.

## Veröffentlichung (Auswahl)
- 2012: Neck Deep – Rain in July (EP)
- 2012: Sworn In – Start/End (EP)
- 2013: Black Tongue – Falsifier (EP)
- 2013: Breakdown of Sanity – Perception (Album)
- 2013: My Bitter End – Nostalgic Sentiments (EP)
- 2013: Traitors – Traitors (EP)
- 2014: Dealey Plaza – Provoke the Human (EP)
- 2014: Enterprise Earth – XXIII (EP)
- 2014: Imminence – I (Album)
- 2016: Oh, Weatherly – Long Nights and Heavy Hearts (EP)
- 2016: A Scent Like Wolves – Frigid Figure (Album)